# Maternidade de Patos
A Maternidade de Patos, denominada de Maternidade Dr. Peregrino Filho, é uma unidade hospitalar localizada na cidade de Patos, estado da Paraíba, que atende cerca de 100 municípios. É referência no atendimento de ginecologia e obstetrícia e procedimentos diversos destinados, exclusivamente, ao público feminino, a exemplo de gravidez de alto risco, atendimento de mulheres que sofrem violência sexual e DST/Aids. Sendo a maternidade mais moderna do Sertão Nordestino, conta com 109 leitos (dez são da UTI neonatal e sete da UTI materna), beneficiando uma média de um milhão de habitantes.
Tem uma média de 330 partos/mês. De junho de 2013 (quando o Gerir iniciou a administração) a outubro de 2016, foram feitos 13.502 partos. Neste mesmo intervalo de tempo foram concretizados 24.928 atendimentos de urgência e emergência, 2.217 consultas ginecológicas, 155.696 exames laboratoriais, 11.358 mamografias, 6.809 consultas ambulatoriais e 2.226 consultas de pré-natal de alto risco, além 694 cirurgias eletivas e mais 293 cirurgias de emergência. A casa de saúde tem uma das menores taxas de mortalidade do Brasil (enquanto a média nacional é de 15,7 para mil nascidos vivos, a maternidade Dr. Peregrino Filho tem um índice de 1,37).

## História
A maior parte dos registros se perdeu ao longo do tempo, por causa de sucessivas administrações e até de um pequeno incêndio no setor administrativo. Foi construída pela Sociedade de Proteção e Assistência à Infância, presidida por Sebastião Francisco Ferreira Fernandes (Major Sebastião), com verbas federais consignadas em sucessivos orçamentos pelo deputado Ernani Sátyro que, ao ingressar no Governo da Paraíba, absorveu a sua manutenção para a administração estadual, em 15 de novembro de 1971, ocasião em que nomeou o Dr. Maurício de Lima Cajuaz como seu diretor. A primeira criança que ali nasceu, filha de Renildo Nóbrega e Adeneusa de Sousa, recebeu o nome de Antonieta, em homenagem a primeira dama do Estado da Paraíba. Antes de ser administrada pela Secretaria Estadual de Saúde, ela pertenceu a Associação de Proteção à Maternidade e à Infância.
Em junho de 2013 passou a ser administrada pela Gerir pela Organização Social Instituto Gerir, por meio de um contrato de pactuação com o Governo Estadual. Passou a oferecer mastectomia (retirada da mama) através Sistema Único de Saúde (SUS) tornando fácil a vida das pacientes que  não mais precisam ir para Campina Grande ou João Pessoa para ter acesso a tal procedimento, firmou convênio com o Circor do Hospital Português em Recife para detectar cardiopatias congênitas por meio de exames à distância; implantou um novo serviço de governança e desde de 2015 disponibiliza de um ambulatório de Microcefalia, com equipe multidisciplinar, para acompanhar crianças que nascem com a doença.
Desde de 2014 a unidade hospital está inclusa no programa Rede Cegonha, do Governo Federal, como a única da região sertaneja habilitada com esse atendimento, que possui 22 leitos e três Unidades de Terapia Intensiva (UTI), incluindo ainda a sala de parto humanizado.

### Primeira cirurgia pediátrica da história
No dia 11 de janeiro de 2018, a unidade hospitalar realizou a primeira cirurgia pediátrica da sua história: um recém-nascido precisava colocar um traqueostómo e passar por uma gastrotomia. Os procedimentos foram feito sem precisar transferi-lo para João Pessoa.

## Banco de leite
Possui um banco de leite, denominado Banco de Leite Dra. Vilani Kehrle, que é reconhecido pelo Programa Ibero-Americano de credenciamento de Bancos de Leite Humano com Padrão Ouro de certificação em prestação de serviço e referência na área de atuação, se mantendo neste patamar por três vezes (2013, 2015 e 2016), além de obter o Padrão Prata (2014). Na última década, a unidade se transformou em Hospital Amigo da Criança ao aderir posturas internacionais de atendimento ao recém nascido; instituiu o parto humanizado; passou atuar com o serviço de Mãe-Canguru e recebeu equipamentos de última geração para oferecer atendimento aos bebês prematuros e mães em situação de risco. Na maternidade, as mulheres também têm disponibilidade a exames de Mamografia e Radiodiagnostico.